# Chris Grayling
Pour les articles homonymes, voir Grayling.
Christopher Stephen Grayling, dit Chris Grayling, né le 1er avril 1962 à Londres, est un homme politique britannique.
Membre du Parti conservateur, il est notamment leader de la Chambre des communes et lord président du Conseil du 9 mai 2015 au 13 juillet 2016. Il siège à la Chambre des communes du Royaume-Uni pour Epsom and Ewell de 2001 à 2024. Il entre à la chambre des lords en 2024.

## Biographie

### Carrière politique
Cadre de la BBC membre du Parti conservateur, il est élu député pour Epsom et Ewell en 2001 et figure dans les cabinets fantômes successifs de David Cameron à partir de 2005. De 2010 à 2012, il est ministre d'État pour l'Emploi, avant de devenir la même année Lord grand chancelier et secrétaire d'État à la Justice dans le gouvernement Cameron remanié. À ce poste, il privatise partiellement les services de probation, réduit l'aide juridique que les prisonniers peuvent solliciter et négocie avec l'Arabie saoudite un contrat de 6 millions de livres sterling pour former le personnel pénitentiaire saoudien.
En mai 2015, il devient leader de la Chambre des communes et lord président du Conseil.
Dans le cadre du référendum de 2016 sur le maintien du Royaume-Uni dans l'Union européenne, Chris Grayling se positionne ouvertement en faveur d'une sortie et fait activement campagne notamment aux côtés du leader du parti UKIP, Nigel Farage ; il a fait partie du Comité de campagne du parti Vote Leave (parti créé en faveur du Brexit), qui a emporté la majorité lors du Référendum sur l'appartenance du Royaume-Uni à l'Union européenne.
Peu après la prise de fonction de Theresa May, il est nommé secrétaire d'État aux Transports. Il quitte ses fonctions le 24 juillet 2019 lors de la dissolution du gouvernement May II.
Il est créé baron Grayling et entre à la chambre des lords le 20 août 2024.

### Carrière dans le secteur privé
Il est ensuite recruté par Hutchison Ports, un conglomérat possédant plusieurs terminaux portuaires au Royaume-Uni, en tant que conseiller.